# Robin Hood. Il principe dei ladri
Robin Hood. Il principe dei ladri (Robin des bois: Le Prince des voleurs) è un romanzo storico attribuito ad Alexandre Dumas e pubblicato postumo nel 1872. Si tratta di una reinterpretazione della storia e della vita dell'eroe popolare del Regno Unito Robin Hood.
In particolare, vengono narrate la sua nascita e giovinezza, nonché l'avventura che lo farà scontrare con lo Sceriffo di Nottingham, a essere dichiarato bandito e rifugiarsi nella foresta di Sherwood per capeggiare la banda di ribelli nota come "allegra brigata", come verrà poi raccontato nel successivo sequel Robin Hood il proscritto, dello stesso autore.

## Trama
Affidato al guardaboschi Gilbert Head e a sua moglie Margaret, il giovane trovatello Robin Head, che poi viene mutato in Hood, cresce nella foresta di Sherwood conquistandosi la fama di arciere provetto. Nessuno sa che il ragazzo è il legittimo erede della contea di Huntingdon, sfuggito per poco alla morte. L'incontro con Allan Clare e sua sorella Lady Marian, di cui si innamora perdutamente, lo porta a sfidare lo Sceriffo di Nottingham, il barone Fitz Alwine, al quale viene rapita la figlia Christabel, invaghita di Allan.
La vendetta è terribile: il barone fa incendiare la casa di Robin e uccidere la sua madre adottiva, impedisce che possa rivendicare i suoi diritti di nascita e convince, infine, il re Enrico II a dichiararlo proscritto. Il giovane prova a rispondere colpo su colpo e mette a segno continue scorribande grazie anche al valoroso sostegno di amici come Little John, Frate Tuck e Will Scarlett, ma alla fine il villaggio di Gamwell sede dell'ultima resistenza cade e il gruppo di ribelli si rifugia nella foresta.
Il loro covo segreto sarà un immenso sotterraneo completamente abitabile, costruito da rifugiati sassoni sotto Guglielmo I il Conquistatore, dal quale l'allegra brigata può continuare a rubare ai ricchi per dare ai poveri. Cinque anni dopo, Robin salva al pelo la vita della sua promessa sposa Marianna e può continuare la sua vendetta contro lo sceriffo e il sovrano che lo hanno bandito.

## Storia editoriale
Secondo alcuni biografi di Dumas, l'opera e il suo seguito sarebbero entrambe apocrife: in particolare, si tratterebbe di una traduzione, con qualche rivisitazione, del precedente romanzo dell'autore e giornalista inglese Pierce Egan, inedito in Italia, intitolato Robin Hood and Little John; or, the Merrie Men of Sherwood Forest (traducibile come Robin Hood e Little John; oppure, gli allegri compagni della Foresta di Sherwood), pubblicato a puntate nel 1838 e riunito in volume due anni più tardi. Traduzione che sarebbe stata solo nominalmente attribuita a Dumas.

## Edizioni
- Alexandre Dumas, Robin Hood. Il principe dei ladri, traduzione di Luca Lamberti, Einaudi, 2010, pp. 293, ISBN 8806202944
- Alexandre Dumas, Robin Hood. Il Principe dei ladri, Crescere Edizioni, 2015, pp. 288, ISBN 88-8337-326-X
- Alexandre Dumas, Robin Hood, il principe dei ladri, Feltrinelli, 2021, pp. 352, ISBN 9788807903922

## Altri media
Al titolo del romanzo si richiama quello del film del 1991 Robin Hood - Principe dei ladri (in originale Robin Hood: Prince of Thieves) che, tuttavia, ha una trama del tutto diversa.